# Waterorgel (Efteling)
Het Waterorgel is een voormalige attractie in het Nederlandse attractiepark de Efteling. De attractie was een waterorgel bestaande uit fonteinen belicht met verschillende kleurenlampen die water spoten op de maat van de muziek. Het Waterorgel was inwerking van 1966 tot en met 2010.

## Omschrijving en geschiedenis

### Locatie
Het Waterorgel werd in 1966 geopend in het Carrouselpaleis. Aanvankelijk stond het orgel opgesteld in de hal achter de Stoomcarrousel, die in 1971 werd omgebouwd tot Dioramahal. Het Waterorgel kreeg daarom een nieuwe plek in de linkervleugel van het Carrouselpaleis, in een zaal die de Waterorgel Foyer werd genoemd. Deze ruimte werd tevens gebruikt werd voor feesten, congressen en evenementen, zoals de jaarlijkse LEGO-tentoonstelling.

### Orgel
Het orgel had twee spuitleidingen met spuitkoppen die twee watervlakken vormden en in hoogte te verstellen waren, vijf fonteinen die in een kelk- of bloemvorm spoten, zes taartfonteinen, vier draaiende fonteinen gecombineerd met één staande fontein die zes richtingen op spoot, tien waaiers die via kabels en een katrolsysteem als het ware heen en weer spoten (ook wel zigzaggers genoemd), twee spuitleidingen vooraan met verstelbare spuitkoppen erop die de vorm hebben gekregen van één grote driehoek en vier kleinere driehoeken, twee spuitleidingen waarvan één spuitleiding vierentwintig spuitkoppen telde die in groepen van twee waren verdeeld, en één spuitleiding die ook vierentwintig spuitkoppen telde en verdeeld waren in groepen van vier.

### Muziek
In de eerste jaren werden de voorstellingen van het Waterorgel begeleid door livemuziek, maar later werd de muziek op band afgespeeld. Vanaf 1979 draaide het Waterorgel op muziek van de Kermisklanten, met onder andere de nummers  Casanova, In the navy en Het kleine café aan de haven. Als achtergrondmuziek tussen de voorstellingen door werd een uitvoering het nummer Music Box Dancer van Frank Mills gebruikt.

### Sluiting en toekomst
In augustus 2010 werd in de Waterorgel Foyer een tijdelijke televisiestudio opgericht voor de opnames van het het dagelijkse kinderprogramma De Schatkamer op RTL 8. De Efteling maakte bekend dat de installatie van het Waterorgel hierbij intact bleef, maar tijdelijk werd afgekoppeld en overdekt met een houten podium voor het nieuwe gebruiksdoel van de zaal. Na het aflopen van de tv-opnames, zou gekeken worden hoe het Waterorgel weer in werking gesteld zou kunnen worden.
Sinds de sluiting in 2010 zijn echter geen officiële verklaringen meer naar buiten gebracht over een eventuele toekomst van het Waterorgel. In het voorjaar van 2014 werd het naambord met het opschrift Waterorgel Foyer van de gevel van het Carrouselpaleis verwijderd.  
Lijst van attracties in de Efteling · Lijst van sprookjes in de Efteling · Afbeeldingen